# Samorząd Regionu Chof Aza
Samorząd Regionu Chof Aza (hebr. מועצה אזורית חוף עזה, Mo'aca Ezorit Chof Aza) – istniejący od 1978 roku od 2005 roku samorząd regionu, który swoim obszarem administracyjnym obejmował osiedla żydowskie w Strefie Gazy. Został zlikwidowany po tym jak Ariel Szaron przeprowadził jednostronne wycofanie ze Strefy Gazy i Północnej Samarii. Siedziba samorządu znajdowała się w Newe Dekalim, a liczba izraelskich osadników wynosiła ok. 8900 osób.

## Historia

Obszar administracyjny samorządu

Strefa Gazy po wojnie sześciodniowej weszła w granice Państwa Izrael. Pierwsze osiedla były tworzone przez brygadę Nachal i ruch Bene Akiwa. Siły Obronne Izraela postanowiły rozbudować infrastrukturę drogową, administracyjną i gospodarczą w celu rozwoju regionu. Dodatkowo administracja wojskowa rozwijała obozy dla uchodźców znajdujących się w Strefie Gazy. Powstanie samorządu regionalnego było wiązało się z dalszą niemożnością ponoszenia kosztów przez Samorząd Regionu Eszkol i Samorząd Regionu Sedot Negew. Należało stworzyć strukturę, która będzie w stanie objąć opieką samorządową i finansową nowo powstałe osiedla.
Na mocy porozumień pokojowych z Palestyńczykami z 1995 roku Izrael wycofał się z palestyńskich wsi i miast w Strefie Gazy, pozostawiając jedynie żydowskie enklawy pod postacią osiedli. Jednocześnie władze izraelskie uznały samodzielność i samorządność Autonomii Palestyńskiej na obszarach arabskich. Jak podaje Elisza Efrat obszar Strefy Gazy nie miał większego znaczenia historycznego, religijnego, a nawet gospodarczego. W 2005 roku zgodnie z decyzją Ariela Szarona Izrael dokonał ewakuacji wszystkich osiedli żydowskich znajdujących się w Strefie Gazy.

## Osiedla żydowskie w samorządzie
Osiedla w Samorządzie Chof Aza były podzielone na trzy bloki:
- Obszar północny: Elej Sinai, Dugit, Nisanit
- Necarim: Necarim
- Gusz Katif: Bdolach, Bene Acmon (Acmona), Gadid, Gan Or, Ganej Tel, Katif, Kerem Acmona, Kefar Jam, Morag, Necer Chazani, Newe Dekalim, Pe’at Sade, Rafijach, Jam, Szirat ha-Jam, Slaw, Tel Ktifa, Kefar Darom[1][6].